# Université de Bahreïn

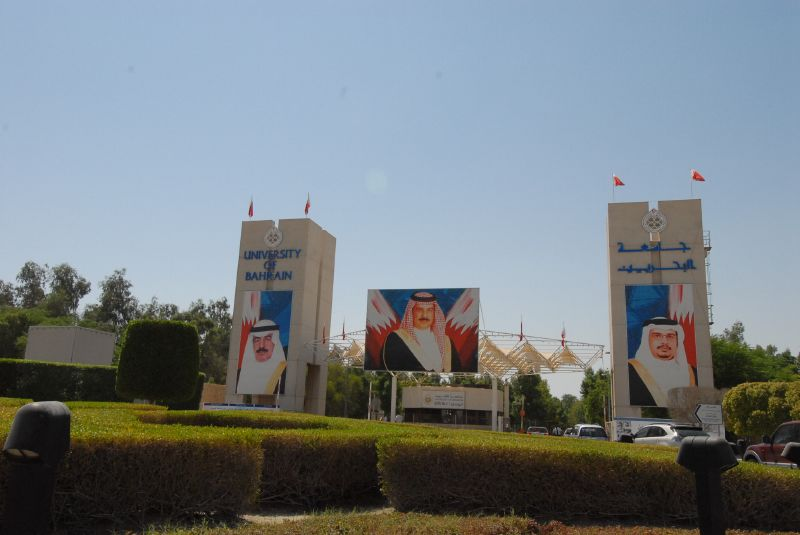

L'université de Bahreïn (en arabe : جامعة البحرين ; en anglais : University of Bahrain, UoF) est une université publique située à Sakhir, au Bahreïn.
Elle est classée par le U.S. News & World Report au 69e rang du classement régional des universités arabes.

## Personnalités liées à l'université

### Etudiants célèbres
- Fawzia Zainal (1961-), femme politique et diplomate, présidente du Conseil des représentants de Bahrain  de 2018 à 2022 est diplômée de cette université en 1983.